# Ernestine Anderson
Ernestine Anderson (Houston, 1928. november 11. – Seattle, 2016. március 10.) amerikai blues- és dzsesszénekesnő.

## Pályakép
Seattle-ben nőtt fel. Már tinédzser korában profi énekesnő volt. A negyvenes években különböző rhythm & blues zenekarokkal lépett fel. A következő évtizedben Lionel Hamptonnal, majd Rolf Ericsonnal turnézott a skandináv országokban.
1965-től Nagy-Britanniában élt. Az 1976-os Concord Summer Jazz Festivalon való fellépése tette otthon komolyabban ismertté.
Négy ízben jelölték Grammy-díjra, harmincnál több albuma jelent meg. Fellépett a Carnegie Hallban, a Kennedy Centerben, hatszor a Monterey Jazz Festivalon és jó néhány más fesztiválon is. Négyszer jelölték Grammy-díjra.
2016. március 10-én halt meg, egy napon az Egyesült Államok másik kedvelt énekesnőjével, Gogi Granttel. Halálának hírét sajtósa jelentette be.

## Lemezek
- Hot Cargo (1958)
- The Toast Of The Nation's Critics (1959)
- My Kinda Swing 5 versions (1960)
- The Fascinating Ernestine (1960)
- Moanin' Moanin' Moanin' (1960)
- The New Sound Of Ernestine Anderson (1963)
- Miss Ernestine Anderson (1967)
- Hello Like Before (1977)
- Live From Concord To London (1978)
- Ray Brown Trio With Special Guest Ernestine Anderson (Live At The Concord Jazz Festival, 1979)
- Sunshine (1980)
- Never Make Your Move Too Soon (1981)
- Big City 1983
- Seven Stars (Eiji Kitamura, Teddy Wilson, Cal Tjader, Ernestine Anderson, Eddie Duran, Bob Maize, Jake Hanna, 1983)
- When The Sun Goes Down 1985)
- Frank Capp (Live At The Alley Cat, 1987)
- Be MineTonight (1987)
- Concord All Stars, The With Ernestine Anderson – Ow! (Fujitsu-Concord Jazz Festival In Japan'87, Volume IV; 1987)
- Live At The Concord Jazz Festival, Third Set (Ernestine Anderson, Ed Bickert, Gene Harris, Harold Jones, Marshall Royal, Lynn Seaton, Frank Wess; 1991)
- Now And Then (1993)
- Blues, Dues & Love New (1996)
- I Love Being Here With You (2xCD; 2002)
- George Shearing With Special Guest Ernestine Anderson − Dexterity Volume II – é.n.